# Coronel Wolodyjowski
Coronel Wolodyjowski o Un héroe polaco es el título en español de la película polaca Pan Wołodyjowski, un drama histórico dirigido por Jerzy Hoffman y estrenado en 1968. La película está basada en la novela homónima de Henryk Sienkiewicz, tercera de una trilogía, titulada en castellano Un héroe polaco

## Argumento
La película se sitúa en el siglo XVII durante la invasión turca de la Mancomunidad de Polonia-Lituania, la cual fue eventualmente rechazada. El coronel Michael Wolodyjowski, con un puñado de soldados fronterizos de la Mancomunidad de Polonia-Lituania, se enfrentó a turcos y tártaros. Después de la declaración de guerra, defendió la fortaleza en Kamieniec Podolski (1672). 1.060 polacos trataron de detener a 120.000 turcos y tártaros de Crimea. La defensa fue un ejemplo de las actitudes patrióticas en un país devastado por anteriores guerras. El héroe murió; sin embargo, al año siguiente (1673), los polacos ganaron la batalla de Chocim y en 1683 salvaron a Europa de la invasión turca en la batalla de Kahlenberg. Esta fue la última gran victoria Reino de Polonia y de los legendarios Húsares alados polacos.